# Nicolai Vallys
Nicolai Vallys (Copenaghen, 4 settembre 1996) è un calciatore danese, centrocampista del Brøndby.

## Carriera

### Club
Ha esordito in Superligaen il 14 luglio 2019 disputando con lo Silkeborg l'incontro perso 3-0 contro il Brøndby.

### Nazionale
Il 31 agosto 2023 viene convocato per la prima volta in nazionale maggiore, con cui ha esordito 7 giorni dopo nella sfida vinta 4-0 contro San Marino.

## Statistiche

### Presenze e reti nei club
Statistiche aggiornate al 20 settembre 2021.
| Stagione          | Squadra           | Campionato        | Campionato | Campionato | Coppe nazionali | Coppe nazionali | Coppe nazionali | Coppe continentali | Coppe continentali | Coppe continentali | Altre coppe | Altre coppe | Altre coppe | Totale | Totale |
| Stagione          | Squadra           | Comp              | Pres       | Reti       | Comp            | Pres            | Reti            | Comp               | Pres               | Reti               | Comp        | Pres        | Reti        | Pres   | Reti   |
| ----------------- | ----------------- | ----------------- | ---------- | ---------- | --------------- | --------------- | --------------- | ------------------ | ------------------ | ------------------ | ----------- | ----------- | ----------- | ------ | ------ |
| 2015-2016         | Skjold            | 6D                | ?          | ?          |                 | -               | -               |                    | -                  | -                  |             | -           | -           | ?      | ?      |
| 2016-2017         | Skovshoved        | 3D                | ?          | ?          | CD              | 0               | 0               |                    | -                  | -                  |             | -           | -           | ?      | ?      |
| 2017-2018         | Skovshoved        | 2D                | 30         | 12         |                 | -               | -               |                    | -                  | -                  |             | -           | -           | 30     | 12     |
| Totale Skovshoved | Totale Skovshoved | Totale Skovshoved | 30+        | 12+        |                 | 0               | 0               |                    | -                  | -                  |             | -           | -           | 30+    | 12+    |
| 2018-2019         | Roskilde          | 1D                | 29         | 7          | CD              | 0               | 0               |                    | -                  | -                  |             | -           | -           | 29     | 7      |
| 2019-2020         | Silkeborg         | SL                | 23+6       | 3+3        | CD              | 4               | 0               |                    | -                  | -                  |             | -           | -           | 33     | 9      |
| 2020-2021         | Silkeborg         | 1D                | 13+8       | 3+5        | CD              | 0               | 0               |                    | -                  | -                  |             | -           | -           | 21     | 8      |
| 2021-2022         | Silkeborg         | SL                | 9          | 2          | CD              | 1               | 1               |                    | -                  | -                  |             | -           | -           | 10     | 3      |
| Totale Silkeborg  | Totale Silkeborg  | Totale Silkeborg  | 59         | 16         |                 | 5               | 1               |                    | -                  | -                  |             | -           | -           | 64     | 17     |
| Totale carriera   | Totale carriera   | Totale carriera   | 118+       | 35+        |                 | 5               | 1               |                    | -                  | -                  |             | -           | -           | 123+   | 36+    |

### Cronologia presenze e reti in nazionale
| Cronologia completa delle presenze e delle reti in nazionale ― Danimarca | Cronologia completa delle presenze e delle reti in nazionale ― Danimarca | Cronologia completa delle presenze e delle reti in nazionale ― Danimarca | Cronologia completa delle presenze e delle reti in nazionale ― Danimarca | Cronologia completa delle presenze e delle reti in nazionale ― Danimarca | Cronologia completa delle presenze e delle reti in nazionale ― Danimarca | Cronologia completa delle presenze e delle reti in nazionale ― Danimarca | Cronologia completa delle presenze e delle reti in nazionale ― Danimarca |
| Data                                                                     | Città                                                                    | In casa                                                                  | Risultato                                                                | Ospiti                                                                   | Competizione                                                             | Reti                                                                     | Note                                                                     |
| ------------------------------------------------------------------------ | ------------------------------------------------------------------------ | ------------------------------------------------------------------------ | ------------------------------------------------------------------------ | ------------------------------------------------------------------------ | ------------------------------------------------------------------------ | ------------------------------------------------------------------------ | ------------------------------------------------------------------------ |
| 7-9-2023                                                                 | Copenaghen                                                               | Danimarca                                                                | 4 – 0                                                                    | San Marino                                                               | Qual. Euro 2024                                                          | -                                                                        | 72’                                                                      |
| Totale                                                                   |                                                                          | Presenze                                                                 | 1                                                                        |                                                                          | Reti                                                                     | 0                                                                        |                                                                          |